# Симфонія № 91 (Гайдн)
Симфонія № 91, мі-бемоль мажор Йозефа Гайдна, відома як «Оксфордська», написана 1788 року.
Структура:
1. Largo — Allegro assai
2. Andante
3. Minuet
4. Vivace

Склад оркестру:
флейта, два гобої, два фаготи, дві валторни, клавесин і струни.

## Ноти і література
- Symphony No. 91: Ноти на сайті International Music Score Library Project.
- Robbins Landon, H. C. (1963) Joseph Haydn: Critical Edition of the Complete Symphonies, Universal Edition, Vienna